# Genichi Takahashi
Genichi Takahashi (født 28. juni 1980) er en tidligere japansk fodboldspiller.
Han har spillet for flere forskellige klubber i sin karriere, herunder Urawa Reds og Montedio Yamagata.